# Ricardo Leão
Ricardo Jorge Colaço Leão (11 de agosto de 1975) é um político português. Foi deputado à Assembleia da República na XIV legislatura pelo Partido Socialista até abandonar o cargo em 2021, para poder desempenhar a função de presidente da Câmara Municipal de Loures, após ganhar as eleições autárquicas de 2021.